# Hôtel Foulc
L'Hôtel Foulc, appelé aussi Hôtel Colomb de Daunant, est un édifice civil de la ville de Nîmes, dans le département du Gard et la région Languedoc-Roussillon. Il est inscrit monument historique depuis 1995.

## Localisation
L'édifice est situé 10 rue Briçonnet. Il ne doit pas être confondu avec l'Hôtel Colomb de Daunant, situé 23 rue Fénelon.

## Historique
1855 : Construction de l'Hôtel Foulc et aménagement du jardin d'hiver pour Edmond Foulc, riche négociant en garance, manufacturier et collectionneur d'art.

1907 : Construction de la double verrière de la serre. 

1908 : Auguste Colomb de Daunant, commerçant de soieries, l'a acheté. Les architectes Affourty et Walker ont remanié l'Hôtel. 

## Architecture
Le bâtiment avec la serre, le jardin avec le mur de clôture et le nymphée sont inscrits. 